# Quảng La
Quảng La là một xã thuộc tỉnh Quảng Ninh, Việt Nam.
Xã Quảng La có diện tích 31,85 km², dân số năm 1999 là 2358 người, mật độ dân số đạt 74 người/km².